# ۱۰۹۴ (میلادی)

## رویدادها
- فوریه: زمین‌لرزه بغداد. در محرم ۴۸۷ یک تکان زمین لرزه در بغداد حس شد.